# ブータン関係記事の一覧
ブータン関係記事の一覧（ブータンかんけいきじのいちらん）では、ブータンに関係する記事の一覧を分野別にまとめた。

## 地理
- ブータンの地理
- ブータンの行政区画
- ブータンの都市の一覧
  - ティンプー - ブータンの首都
- ヒマラヤ山脈
- ガンカー・プンスム
- チベット

## 政治
- ブータンの国王一覧
  - ウゲン・ワンチュク - ブータン王国初代国王
  - ジグミ・ワンチュク - ブータン王国第2代国王
  - ジグミ・ドルジ・ワンチュク - ブータン王国第3代国王
  - ジグミ・シンゲ・ワンチュク - ブータン王国第4代国王
  - ジグミ・ケサル・ナムゲル・ワンチュク - ブータン王国第5代国王
- 国民議会 (ブータン) - ブータン議会下院
- 国家評議会 (ブータン) - ブータン議会上院
- 在ブータン外国公館の一覧
- ブータンの政党
  - ブータン調和党
  - ブータン共産党マルクス・レーニン・毛沢東主義派
- ブータンの在外公館の一覧
- ブータンの首相
  - ジグメ・ティンレー - 現首相（初の民選首相）。ブータンの与党ブータン調和党（DPT）の党首。
- サンゲ・ゲドゥプ - ブータンの野党国民民主党（PDP）の初代党首
- ツェリン・トブゲ - PDP現党首（第2代党首）
- ブータン王国軍

## 宗教
- チベット仏教

## 社会
- ブータンの国民
- ゾンカ語
- クエンセル - ブータンの新聞

## 経済
- ブータンの経済
- ニュルタム - ブータンの貨幣単位
- ロイヤルブータン航空
- パロ空港

## 文化
- ブータンの文化
- 雷龍の王国 - ブータンの国歌
- ブータンの国旗
- キラ - ブータン女性の民族衣装
- ゴ - ブータン男性の民族衣装
- ダツィ料理 - ブータンの料理

## スポーツ
- サッカーブータン代表